# آرنولد بودیمبو
آرنولد بودیمبو (انگلیسی: Arnold Budimbu؛ زادهٔ ۲۰ فوریهٔ ۱۹۹۵) بازیکن فوتبال است.
از باشگاه‌هایی که در آن بازی کرده‌است می‌توان به باشگاه فوتبال دویسبورگ اشاره کرد.